# Terreur blanche (Russie)
Pour les articles homonymes, voir Terreur blanche.
Le terme de terreur blanche est souvent employé pour qualifier les massacres commis en Russie par des unités des armées blanches pendant la guerre civile russe. Elle répond et contribue à exacerber, par réaction, la « terreur rouge », menée par la Tchéka et l'Armée rouge.
Par extension, et durant la même période historique, le terme désigne des phénomènes de répression anti-communiste après l'échec des soulèvements communistes en Finlande, dans les pays baltes et en Hongrie.

## En Russie et en Ukraine
La terreur des « blancs » renvoie à toute une série d'actions contre-révolutionnaires, en réponse à la révolution russe de 1917, qui ont eu lieu lors de la guerre civile russe. Cette « terreur blanche » envers les « rouges », menée sous le commandement des officiers de l'ancienne armée tsariste (en particulier Kornilov, Dénikine, Wrangel, Krasnov, Koltchak, généraux des armées blanches), est assumée et revendiquée. Le général Kornilov déclare ainsi en décembre 1917 : « Même si nous avons à brûler la moitié de la Russie et à verser le sang des trois quarts de la population, nous devrons le faire si c'est nécessaire pour sauver la Russie ».

### Analyses de la nature de la Terreur blanche
Les massacres de la Terreur blanche sont postérieurs à la révolution d'Octobre mais ont anticipé comme le montre la déclaration de Kornilov en décembre 1917 ceux de la Terreur rouge. D'après Jean Elleinstein, « la terreur blanche commencée dès le mois de novembre 1917 avec les massacres du Kremlin à Moscou s'était renforcée au cours de l'année 1918 ; exécutions sommaires, assassinats, dévastations étaient devenus une habitude quotidienne ». Ainsi en septembre 1918, 4 000 habitants sont exécutés à Maïkop par les troupes du général Pokrovski. Au cours du congrès de fondation de l'Internationale communiste, en mars 1919, un texte est voté par les délégués sous l'intitulé Résolution sur la terreur blanche :
« À présent, les Krasnov et les Dénikine, jouissant de la collaboration bienveillante de l'Entente, ont tué et pendu des dizaines de milliers d'ouvriers, décimé, pour terroriser ceux qui restaient encore, ils laissèrent même pendant trois jours les cadavres pendus à la potence. Dans l'Oural et dans la Volga, les bandes de gardes-blancs tchécoslovaques coupèrent les mains et les jambes des prisonniers, les noyèrent dans la Volga, les firent enterrer vivant. En Sibérie, les généraux abattirent des milliers de communistes, une quantité innombrable d'ouvriers et de paysans. »
Selon l'historien Peter Holquist, la violence blanche relevait d'une idéologie : les Juifs, assimilés au communisme, devaient être éliminés car considérés comme « nuisibles ». L'historien dévoile la pratique du « filtrage » des chefs militaires blancs : « Les prisonniers de guerre étaient triés par les chefs blancs, qui mettaient à part ceux qu'ils considéraient comme indésirables et irrécupérables (les Juifs, les Baltes, les Chinois, les communistes) et les faisaient ensuite exécuter tous ensemble ». Dans ses mémoires le général Tourkoul rapporte que les commissaires rouges étaient souvent exécutés sommairement par des soldats initialement enrôlés de force dans l’Armée rouge puis fait prisonniers et engagés volontaires dans les armées blanches.
En Russie, les troupes de l’Armée blanche de Dénikine sont à l'origine de plusieurs pogroms dont le plus important est celui de Fastov le 15 septembre 1919, qui fait environ 1 000 morts. Pour l'année 1919, les historiens ont recensé 6 000 morts dans les pogroms anti-juifs en Russie. À l'époque selon un rapport de la Croix-Rouge plus de 100 000 juifs ont péri entre 1918 et 1920.
Cependant, selon les études de Nahum Gergel, citées par Alexandre Soljenitsyne, les pogroms menés par les Armées blanches en Ukraine, ne représentent que 17 % des 887 de l'époque (contre 40 % imputées par l'auteur aux forces de la République populaire ukrainienne de Simon Petlioura, 25 % aux armées paysannes et aux bandes qui n'étaient contrôlées par aucun des principaux belligérants et 8,5 % à l'armée rouge et à la Tchéka). Cependant, à la différence des blancs, les bolcheviques cherchèrent à identifier et à châtier les officiers responsables de pogroms (tels que Bogouni et Taratchani), et affectèrent à partir de juin 1919 des fonds pour soutenir les victimes de pogroms. Et en ce qui concerne la Russie, dès le 27 juillet 1918, le Conseil des commissaires du Peuple décrète la pénalisation des pogroms, à l'encontre des commanditaires comme des acteurs de ces massacres . Le décret est signé Lénine, V.L. Bontch-Brouievitch, N. Gorbounov.
Nicolas Werth note qu'« à la différence de la Terreur rouge, la Terreur blanche ne fut jamais érigée en système. Elle fut aussi beaucoup moins meurtrière. Le plus souvent incontrôlée, perpétrée par des « chefs de guerre » tels que les Atamans cosaques Semenov ou Annenkov, elle n’en eut pas moins ses « cibles » privilégiées : militants socialistes, couches populaires soupçonnées de sympathies bolcheviques, Juifs (assimilés aux bolcheviques), dans le droit fil des discriminations et des répressions qui avaient eu cours sous l’Ancien régime tsariste. Les plus grands massacres d’opposants et de civils « ennemis » eurent lieu au moment où les forces blanches étaient sur le point d’abandonner telle ou telle ville, telle ou telle position ». Jean Elleinstein considérait lui au contraire en 1972, qu'« on ne peut étudier la Terreur rouge en passant sous silence la Terreur blanche qui la précéda, contrairement à ce que fait Soljénitsyne dans l'Archipel du Goulag »… « Face à elle les Bolcheviks étaient plutôt restés passifs jusqu'en août 1918 ».

### Quelques massacres
- Septembre 1918 : massacre de 4.000 personnes à Maykop par les troupes russes et cosaques du général Pokrovsky
- Décembre 1918 : plusieurs centaines de socialistes et d’ouvriers arrêtés et emprisonnés à Omsk sont massacrés par les troupes du général I. N. Krassilnikov (uk), placé sous les ordres de l’amiral Koltchak.
- Avril 1919 : 670 militants socialistes-révolutionnaires, ouvriers incarcérés sont massacrés dans la prison de Oufa.
- Mai 1919 : 350 prisonniers incarcérés à la prison de Tchita sont exécutés sommairement.
- Juillet 1919 : Pogrom à Iekaterinbourg. Environ 2 200 victimes, surtout des Juifs[18].

### Les pogroms commis par les armées blanches en Ukraine
- 15 au 18 juin 1919 : Kharkov, après la reprise de la ville par l’armée de Dénikine (entre 800 à 2 500 victimes).
- Juillet 1919 : une cinquantaine de pogroms en Ukraine, pour ce seul mois de juillet[19].
- 2 au 6 septembre 1919 : Fastov (province de Kiev) par des détachements de l’Armée blanche (entre 1 000 et 1 500).
- 28 et 29 septembre 1919 : Smila (province de Kiev) par des détachements de l’Armée blanche (112 victimes estimées)[20].

#### Pogroms commis par les armées «vertes»
Les armées dites vertes (nationalistes ukrainiens opposés aux blancs et aux rouges) sont parfois assimilées par l'historiographie soviétiques aux armées blanches. D'un antisémitisme prononcé, elles ont commis les pogroms suivants :
- 11-12 mai 1919 : Gorodische (province de Kiev) par les troupes de l’Ataman Grigoriev.
- 13 mai 1919 : Tal’noie (province de Kiev) par les mêmes.
- 12 au 14 mai 1919 : Ouman’ (province de Kiev) (entre 800 et 1 200 victimes).
- 18 et 19 mai 1919 : Smila (province de Kiev) par les mêmes.
- 15 au 20 mai 1919 : Elizavetgrad (province de Kiev) par les mêmes (entre 1 300 et 3 000 victimes).
- 24 juin 1919 : Alexandria (province de Kherson). par les troupes de l’Ataman Grigoriev (entre 300 et 700 victimes).
- 16 au 18 août 1919 : Pogrebische (province de Kiev) par les troupes de l’Ataman Zelenyi (entre 400 et 500 victimes).

## En Finlande
En 1918, après la proclamation de l'indépendance de la Finlande, en décembre 1917, le coup de force des communistes finlandais, appuyés par la Russie soviétique, conduit un régime qualifié par les partisans de l'indépendance de « Terreur rouge », qui a fait quelque 1 700 morts. La répression du mouvement révolutionnaire menée par le général Mannerheim qui assure l'indépendance de la Finlande, est qualifiée de « Terreur blanche » par les communistes, et fait, de son côté, environ 8 400 morts. Les chiffres, d'un côté comme de l'autre, ne prennent pas en compte les morts liées directement aux combats.

## En Lituanie
Au printemps et en été 1919, au cours de la guerre civile, des troupes de l'armée en formation du gouvernement de Kaunas en offensive contre les soviets fusillent sans jugement et torturent des centaines de civils en ciblant les juifs et les sympathisants de gauche. Parmi les victimes connues, l'avocat Feliksas Valiukas (lt), dirigeant social-démocrate du Conseil de Panevėžys et son épouse Ona, et celui du Conseil de Rokiškis , Jurgis Smolskis .

## En Hongrie
En Hongrie, on a parlé de terreur blanche pour qualifier les massacres commis, après la chute des communistes de la République des conseils de Hongrie, par des officiers de l'armée de Miklós Horthy, en représailles à la terreur rouge exercée par les communistes (exécution d'opposants, réquisition forcée de grain, mesures contre le clergé).